# Verbesina encelioides
Verbesina encelioides là một loài thực vật có hoa trong họ Cúc. Loài này được (Cav.) Benth. & Hook.f. ex A.Gray miêu tả khoa học đầu tiên năm 1876.